# نهائي الدرع الخيرية 1924
نهائي الدرع الخيرية 1924 هي النسخة الحادية عشر من الدرع الخيرية.
لعبت المباراة بتاريخ 6 أكتوبر 1924 على ملعب هاي باري، بين فريق المحترفين وفريق الهواة.
فاز فريق المحترفين باللقب بعد فوزه على فريق الهواة بنتيجة 3–1.

## المباراة
| المحترفين    | 3–1   | الهواة |
| ------------ | ----- | ------ |
| ووكر · بوشان | [ 1 ] | كايل   |